# Спомен (филм)
„Спомен“ е български игрален филм (драма, приключенски) от 1974 година на режисьора Иван Ничев, по сценарий на Свобода Бъчварова. Оператор е Виктор Чичов. Музиката във филма е композирана от Кирил Дончев, Кирил Цибулка.

## Актьорски състав
- Иван Аршинков – Милчо
- Тадеуш Фиевски – Николай Василиевич
- Виолета Гиндева – Мила
- Катя Паскалева – Майката
- Владимир Смирнов – Русокосият
- Йосиф Сърчаджиев – Поетът
- Леда Тасева – Учителката
- Тодор Тодоров – Шукри
- Антон Горчев – Бащата
- Лора Кремен – Орисницата
- Стефан Чолаков
- Светозар Неделчев
- Васил Вачев
- Милка Попантонова
- Стела Арнаудова
- Филип Малеев
- Георги Стоянов

## Награди
- Втора награда за сценарий на Седмицата на детската книга и изкуствата за деца, (Ботевград, 1974).
- Участва на ХXVIII международен фестивал в (Локарно, Швейцария, 1977)